# 오윤홍
오윤홍(1971년 8월 9일 ~ )은 대한민국의 영화배우이자 단편 영화감독이다.

## 학력
- 단국대학교 연극영화과
- 서강대학교 철학과
- 중앙대학교 대학원 첨단영상대학원 영상예술학과
- 서강대학교 영상대학원 영상예술전공 박사과정 졸업

## 경력
- 동양대학교 공연영상학부 교수

서울국제어린이영화제 집행위원(2016년~2023)

## 생애
단국대학교 연극영화과를 졸업한 후 다시 서강대학교에 입학해 철학을 전공하고 중앙대학교 첨단영상대학원의 영상예술학과에서 영상예술학으로 석사학위를 받았다. 지금은 동양대학교에서 교수로 부임하고 있다.
오윤홍은 《강원도의 힘》에서 인상적인 연기를 보여주며 주목받기 시작했다. 또한 2004년 SBS 드라마 '토지'에서 ‘옥이네’를 열연했다. 오윤홍은 저예산 독립영화에 관심을 갖기 시작하여 《뽀삐》와 《하늘정원》 등에도 출연했다.
오윤홍의 외모는 아주 가냘프지만 영화에서 보여주는 미묘한 감정 변화와 신경질적인 목소리로 세상에 분노하는 연기는 결코 가볍지 않다는 평이다. 한편 단편영화《결혼의 소리》에서는 연출과 배우를 겸하며 감독으로 데뷔하였다.

## 작품 활동

### 영화
- 2019년 《사바하》 - 연화보살 역
- 2016년 《봉이 김선달》 - 점술사기 아낙 역
- 2016년 《우리 연애의 이력》 - 연이엄마 역
- 2015년 《베테랑》 - 경제학 여교수 역
- 2014년 《소녀괴담》
- 2011년 《평범한 날들》
- 2011년 《나는 아빠다》
- 2010년 《황해》
- 2010년 《페스티발》 - 꽃집녀 역
- 2007년 《바람 피기 좋은 날》 - 우정출연
- 2006년 《천하장사 마돈나》 - 사장 부인 역
- 2005년 《연애》 - 지혜 역
- 2005년 《녹색의자》 - 수진 역
- 2003년 《하늘정원》 - 김영자 역
- 2003년 《결혼의 소리》 - 배우, 감독 (단편영화)
- 2003년 《비디오를 보는 남자》 - 전처 역
- 2002년 《뽀삐》
- 2001년 《유정》 - 감독
- 1999년 《이재수의 난》 - 백의정 역
- 1997년 《강원도의 힘》 - 지숙 역

### 드라마
- 2023년 TV조선 토일드라마 《아씨두리안》 - 아일라 엄마 역
- 2023년 JTBC 토일드라마 《신성한, 이혼》 - 박지연 역
- 2022년 tvN 월화드라마 《미씽 : 그들이 있었다 2》 - 김건주 역
- 2022년 MBC 일일드라마 《마녀의 게임》 - 정민자 역
- 2020년 SBS 금토드라마 《하이에나》 - 백희준 역
- 2018년 OCN 주말드라마 《보이스 2》 - 추혜정 역
- 2018년 MBC 주말드라마 《부잣집 아들》
- 2017년 SBS 월화드라마 《의문의 일승》
- 2017년 KBS2 금토드라마 《최강 배달꾼》 - 단아의 어머니 역
- 2017년 OCN 주말드라마 《터널》 - 정 마담 역
- 2016년 JTBC 금토드라마 《솔로몬의 위증》 - 학생주임 역
- 2016년 네이버 TV 웹드라마 《마이 올드 프렌드》 - 윤숙 역
- 2016년 KBS2 수목드라마 《마스터 - 국수의 신》
- 2016년 MBC 수목드라마 《한 번 더 해피엔딩》
- 2015년 On Style 수요드라마 《처음이라서》
- 2015년 MBC 주말특별기획 《내 딸, 금사월》 - 채연 역
- 2015년 MBC 수목드라마 《밤을 걷는 선비》 - 꽃분 역
- 2015년 KBS2 월화드라마 《후아유 - 학교 2015》 - 수인 모 역
- 2014년 tvN 금토드라마 《미생》 - 오상식의 아내 역
- 2012년 KBS2 수목드라마 《적도의 남자》 - 호텔 실장 역
- 2012년 SBS 드라마스페셜 《부탁해요 캡틴》 - 박찬민의 엄마 역
- 2011년 SBS 특별기획 《여인의 향기》 - 앤디 윌슨의 부인 역
- 2008년 MBC 《별순검 2》 - 김창수의 아내 역
- 2008년 KBS2 단막극 《드라마시티 - 아버지의 이름으로》 - 화영 역
- 2004년 SBS 주말드라마 《토지》 - 옥이네 역
- 2001년 MBC 농촌드라마 《전원일기》